# Quercus garryana
Quercus garryana, el roure blanc d'Oregon, és una espècie d'arbre de la família de les fagàcies. La seva zona de distribució va des del sud de Califòrnia fins a l'extrem sud-oest de la Colúmbia Britànica, particularment el sud-est de l'illa de Vancouver i les veïnes Illes del Golf. Creix des del nivell del mar fins als 210 metres en la part septentrional de la seva área de distribució, i a 300-1800 m en la part meridional, a Califòrnia. L'arbre, en anglès, és conegut al Canadà com a Garry Oak, (roure de Garry), als estats units es diu més aviat Oregon white oak. El nom científic és en honor de Nicholas Garry, sotsgobernador de la Companyia de la Badia de Hudson entre 1822 i 1835.

## Varietats
N'hi ha tres varietats:

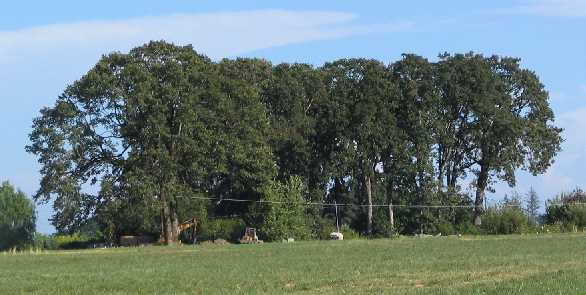
Una avinguda de roures d'Oregon blancs.

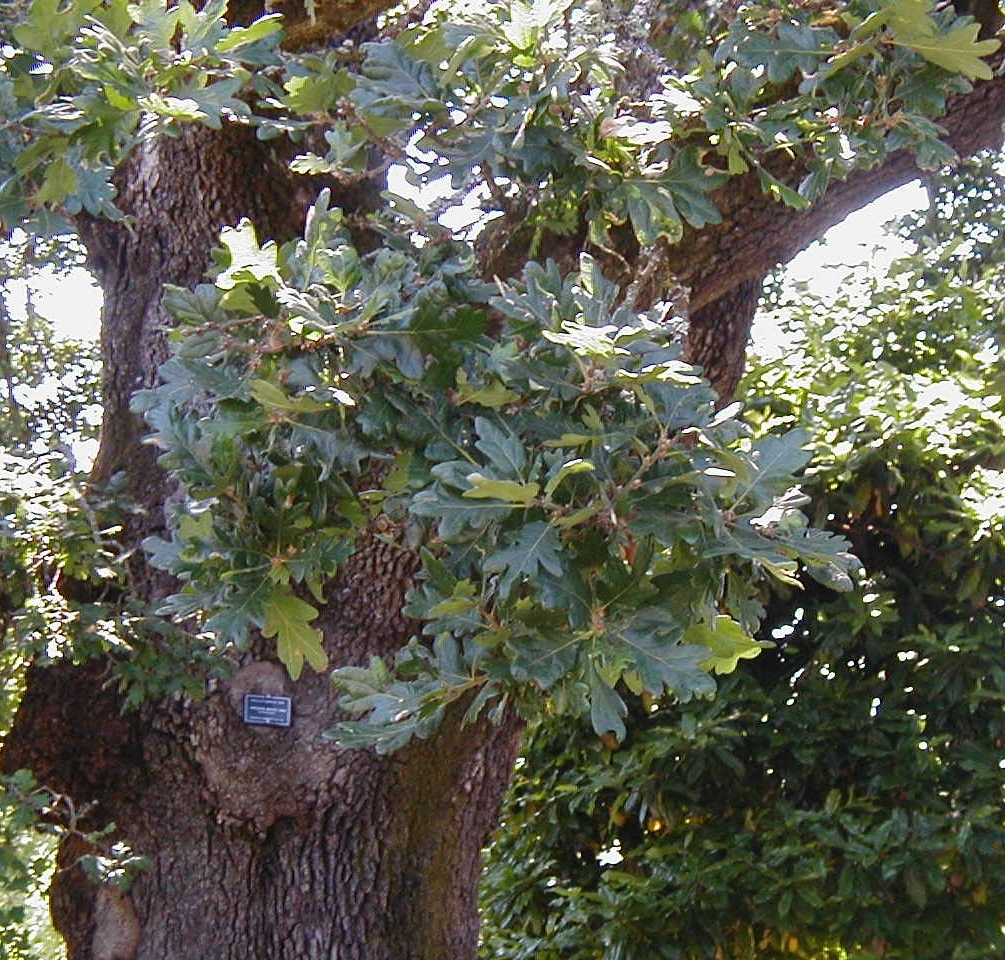
Fulles de roure d'Oregon blanc

- Quercus garryana var. garryana – arbre de fins a 20 (30) m. Colúmbia Britànica cap al sud al llarg de la Serralada de les Cascades fins a la Cadena Litoral de Califòrnia.
- Quercus garryana var. breweri – arbust de fins a 5 m; fulles vellutades a la seva cara inferior. Monts Siskiyou.
- Quercus garryana var. semota – arbust de fins a 5 m; fulles no vellutades a la seva cara inferior. Sierra Nevada.

## Característiques de creixement
Resisteix a la sequera i és de mida mitjà, creix a poc a poc fins a arribar als 20 metres, ocasionalment pot arribar als 30 metres, o bé com un arbust d'entre 3 i 5 metres d'alt. Té la característica silueta oval dels altres roures quan està en solitari, però també creix en bosquets prou junts de manera que les corones poden formar una coberta. Les fulles són caducifòlies, 5-15 cm de llarg i 2-8 cm d'ample, amb 3-7 profunds lòbuls a cada costat. Les flors són aments, el fruit un petit gla 2-3 cm. (rarament 4 cm.) de llarg i 1,5-2 cm d'ample, amb copes escamoses poc profundes.
Els americans nadius el feien servir medicinalment per tractar la tuberculosi i com a beguda i un fregament per a les mares abans del part.